# Georg Friedrich von Mangoldt
Georg(e) Friedrich von Mangoldt (* 17. März 1649 in Seelingstädt; † 25. Januar 1718 in Schöneck/Vogtl.) war ein königlich-polnischer und kurfürstlich-sächsischer Vizeforst- und Wildmeister und Oberförster zu Schöneck. Er war Besitzer des Ritterguts Schilbach und des Waldgutes Brunndöbra.

## Leben
Georg Friedrich von Mangoldt entstammte dem alten osterländischen Adelsgeschlecht der von Mangoldt aus Posern bei Weißenfels. Sein Vater war Georg Wolf von Mangoldt (1616–1698), Herr auf Brunndöbra.
Als Vizeforst- und Wildmeister war er für August den Starken und als Oberförster in den Schöneckischen Wäldern tätig und erwarb 1699 von seiner Schwester das vom Vater geerbte Waldgut Brunndöbra.
Der Kreishauptmann Georg Christoph von Mangoldt war sein Sohn.